# Castelli della provincia di Lecce
Questo è l'elenco dei principali castelli e palazzi baronali presenti sul territorio della provincia di Lecce:
- Castello di Gallipoli
- Castello sforzesco di Acquarica del Capo
- Castello di Acaya (Vernole)
- Castello Spinola - Caracciolo di Andrano
- Palazzo  Gonzaga di Alessano
- Palazzo dei Celestini di Carmiano
- Castello di Montesardo ad Alessano
- Palazzo  Sangiovanni di Alessano
- Residenza fortificata baronale di Aradeo
- Castello di Felline ad Alliste
- Castello di Andrano
- Palazzo marchesale di Arnesano
- Castello di Borgagne (Melendugno)
- Palazzo marchesale Castriota Scanderbeg di Botrugno
- Castello di Maramonte, a Campi Salentina
- Castello marchesale Granafei di Cannole
- Castello feudale di Caprarica di Lecce
- Residenza fortificata di Carpignano Salentino
- Residenza castellata di Casarano
- Castello Gualtieri di Castrignano de' Greci
- Castello di Castrignano del Capo
- Castello Giuliano di Castrignano del Capo
- Castello di Castro
- Palazzo Castromediano di Cavallino
- Castello di Collepasso
- Castello di Copertino
- Castello di Corigliano d'Otranto
- Palazzo Feudale Capece di Corsano
- Castello di Depressa
- Castello di Fulcignano a Galatone
- Palazzo Marchesale Pignatelli - Belmonte di Galatone
- Castello di Lecce
- Palazzo Marrese di Lecce
- Castello di Giuliano di Lecce, Castrignano del Capo
- Castello di Lequile
- Palazzo Saluzzo di Lequile
- Palazzo baronale di Lizzanello
- Castello di Lucugnano (Tricase)
- Castello di Maglie
- Castello di Martano
- Palazzo baronale di Marittima (Diso)
- Palazzo Palmieri di Martignano

- Residenza Fortificata di Matino
- Castello di Melendugno
- Palazzo Castriota di Melpignano
- Palazzo Venturi di Minervino di Lecce
- Palazzo Ducale di Monteroni di Lecce
- Castello di Morciano di Leuca
- Castello di Barbarano a Morciano di Leuca
- Castello di Nardò
- Castello di Neviano
- Castello di Nociglia
- Castello di Novoli
- Castello di Otranto
- Castello di Palmariggi
- Castello di Parabita
- Castello di Patù
- Castello di Vaste
- Castello Duca Guarini di Poggiardo
- Palazzo Ducale Paternò a Presicce
- Castello di Racale
- Rocca Gualtieri a Roca Vecchia (ruderi)
- Castello di Ruffano
- Castello Monaci a Salice Salentino
- Castello di Salve
- Residenza Fortificata di San Cesario di Lecce
- Palazzo Manno di San Cesario di Lecce
- Palazzo Umberto I di San Cesario di Lecce
- Residenza Fortificata di San Donato di Lecce
- "Quattro Colonne" di Santa Maria al Bagno (Nardò)
- Palazzo Ducale di Sanarica
- Palazzo Ducale Scorrano
- Castello di Seclì
- Castello di Specchia
- Palazzo baronale di Sternatia
- Castello di Supersano
- Masseria Fortificata Melcarne di Surbo
- Castello di Taurisano
- Palazzo Marchesale di Taviano
- Palazzo Barrile-Spinelli di Trepuzzi
- Palazzo Petrucci (Trepuzzi) di Trepuzzi
- Castello di Caprarica di Tricase
- Palazzo Gallone di Tricase
- Castello di Tutino
- Castello di Tuglie
- Castello di Ugento
- Palazzo Baronale Bernardini di Vernole